# Michal Frydrych
Michal Frydrych (Hustopeče nad Bečvou, 27 febbraio 1990) è un calciatore ceco, difensore del Baník Ostrava.

## Caratteristiche tecniche
Difensore centrale, può giocare anche come terzino destro.

## Palmarès

### Club

#### Competizioni nazionali
- Campionato ceco: 1

Slavia Praga: 2016-2017
- Coppa della Repubblica Ceca: 1

Slavia Praga: 2017-2018